# Maire (rivière)
Pour les articles homonymes, voir Maire (homonymie).
La Maire est une rivière française de Normandie, affluent de l'Orne (rive gauche), dans le département de l'Orne.

## Géographie
La Maire prend sa source à l'ouest de la commune de Rânes sous le nom de ruisseau du Pont de l'Épine et prend la direction du nord puis du nord-est. Elle se joint aux eaux de l'Orne entre Batilly et Sevrai, après un parcours de 16 km entre pays d'Houlme et plaine d'Argentan.